# Valeri Sarychev
Valeri Konstantinovich Saritxev (en rus, Валерий Константинович Сарычев) o Shin Eui-son (en hangul, 신의손), més conegut com a Valeri Saritxev (Duixanbe, 12 de gener de 1960), és un exfutbolista i entrenador d'origen tadjic que posseeix les nacionalitats russa i coreana.
En els anys 1980 va desenvolupar la seva carrera esportiva en el futbol soviètic com a porter, amb nou temporades en l'FC Torpedo Moscou, i el 1992 se'n va anar a Corea del Sud, on va guanyar títols en les files de l'Ilhwa Chumna i de l'Anyang LG Cheetahs. L'any 2000 es va convertir en el primer futbolista estranger que nacionalitzat sud-coreà. Actualment treballa com a entrenador de porters.

## Biografia
Valeri Saritxev va passar la seva infància a Dusambé, on va començar a jugar al futbol com a porter i va arribar a l'equip més important de la seva ciutat, el Pomir Duixanbe de la Primera Lliga Soviètica. Va debutar el 1978 i va romandre allí tres temporades, on va destacar especialment com a parador de penals, fins que el 1981 va marxar a un dels clubs més importants del país, el PFC CSKA Moscou. No obstant això, va patir una greu lesió i només va poder jugar quatre partits. Un any després va marxar al Torpedo de Moscou, on va assumir la titularitat i va jugar fins a 1991, any en què va ser nomenat millor porter de la temporada. La seva major fita esportiva amb aquest equip va ser la Copa de la Unió Soviètica de 1986.
Quan la Unió Soviètica es va disgregar en diversos estats, Saritxev ja tenia 31 anys i va abandonar Rússia per provar sort en la lliga de futbol de Corea del Sud. En 1992 va fitxar per l'Ilhwa Chumna, amb el qual va guanyar tres lligues consecutives des de 1993 fins a 1995 i es va convertir en una de les figures internacionals més reconegudes del torneig, ja que va ser el primer porter no coreà que hi va jugar. El 2000 es va nacionalitzar sud-coreà per seguir jugant al país, ja que la lliga va introduir una nova norma que prohibia els fitxatges de porters estrangers, i va assumir el nom de Shin Eui-son, traduïble com "La mà de Déu". Aquest mateix any va fitxar pel Angyang LG Cheetahs (actual FC Seoul) en el qual es va mantenir fins a 2004, quan es va retirar amb 45 anys.
Saritxev va establir la seva residència a Corea del Sud i segueix vinculat al futbol com a entrenador de porters, càrrec que ha ocupat en l'FC Seoul (2005), Gyeongnam FC (2006 a 2008), en diversos equips de futbol femení i en la selecció sud-coreana sub-20 (2009). Des de 2012 fins a 2015 va estar en el Busan IPark. Actualment exerceix aquestes funcions en el Icheon Daekyo femení.

### Internacional
Valeri Saritxev va ser internacional amb la selecció de futbol del Tadjikistan en una sola ocasió, el 24 d'agost de 1997 contra Corea del Sud a Daegu.
La presència de Saritxev en el combinat tadjic va ser anecdòtica, ja que va assumir la nacionalitat russa després de la desaparició de la URSS i anteriorment no havia estat convocat pel seu país d'origen. En aquesta trobada, la federació de Tadjikistan només va poder tramitar el passaport a dotze futbolistes i, per suplir les baixes, va recórrer a jugadors d'origen soviètic que residien a Corea del Sud. Saritxev va acceptar i en fou el porter titular, mentre que el porter habitual, Akhmed Engourazov, va ser alineat com a jugador de camp. El seu equip va perdre per 4-1.

## Trajectòria
| Club                                | País           | Any       |
| ----------------------------------- | -------------- | --------- |
| Pomir Dusambé                       | Unió Soviètica | 1978-1981 |
| PFC CSKA Moscou                     | Unió Soviètica | 1981-1982 |
| Torpede de Moscou                   | Unió Soviètica | 1982-1991 |
| Ilhwa Chumna / Cheonan Ilhwa Chumna | Corea del Sud  | 1992-1998 |
| Anyang LG Cheetahs / FC Seoul       | Corea del Sud  | 2000-2004 |

## Palmarès

### Títols nacionals
| Títol                      | Club                 | País           | Any     |
| -------------------------- | -------------------- | -------------- | ------- |
| Copa de la Unió Soviètica  | Torpede de Moscou    | Unió Soviètica | 1985-86 |
| Copa de la Lliga           | Ilhwa Chumna         | Corea del Sud  | 1992    |
| K-League                   | Ilhwa Chumna         | Corea del Sud  | 1993    |
| K-League                   | Ilhwa Chumna         | Corea del Sud  | 1994    |
| K-League                   | Ilhwa Chumna         | Corea del Sud  | 1995    |
| Copa de Corea del Sud      | Cheonan Ilhwa Chumna | Corea del Sud  | 1999    |
| K-League                   | Anyang LG Cheetahs   | Corea del Sud  | 2000    |
| Supercopa de Corea del Sud | Anyang LG Cheetahs   | Corea del Sud  | 2001    |

### Títols internacionals
| Títol                      | Club         | Any  |
| -------------------------- | ------------ | ---- |
| Campionat Asiàtic de Clubs | Ilhwa Chumna | 1995 |
| Supercopa de la AFC        | Ilhwa Chumna | 1996 |
| Copa Afro-Asiàtica         | Ilhwa Chumna | 1996 |